# Frenkie de Jong
Frenkie de Jong, född 12 maj 1997 i Gorinchem, är en nederländsk fotbollsspelare som spelar mittfältare för La Liga–klubben Barcelona och för Nederländernas landslag. Han är känd för sina dribblingar, passningar och blick för spelet. 

## Klubblagskarriär

### Willem II
Frenkie de Jong är en ungdomsprodukt av Willem II och spelade genom hela ungdomssystemet i klubben. Två dagar innan han fylle 18 gjorde han sin A-lagsdebut mot ADO Den Haag i Eredivisie, då han byttes in i den 68:e matchminuten.

### Ajax
Den 22 augusti 2015 värvades de Jong till storklubben Ajax för endast 1 euro men som innehöll en överenskommelse i att om Ajax skulle sälja vidare honom så innebar det att Willem II skulle få ta del av 10% av övergångssumman. Han inledde sin karriär i klubbens reservlag Jong Ajax innan han klev upp till första laget i januari 2017 och debuterade mot Sparta Rotterdam den 12 februari 2017. Han gjorde sitt första ligamål för Ajax den 7 maj 2017.
Han skulle få sitt internationella genombrott under säsongen 2018/2019 där han skulle spela en central del i det Ajax-lag som nådde semifinal i UEFA Champions League. 

### FC Barcelona
Den 23 januari 2019 värvades de Jong av spanska FC Barcelona för en rapporterad övergångssumma på 75 miljoner euro. de Jong skrev ett femårskontrakt med klubben som började gälla från den 1 juli 2019. Han debuterade för klubben i ligapremiären mot Athletic Club den 16 augusti 2019. Han gjorde sitt första mål för klubben den 14 september 2019 i en ligamatch mot Valencia.

## Landslagskarriär
de Jong debuterade för det nederländska landslaget i en vänskapsmatch mot Peru den 6 september 2018. Han representerade sitt land i Fotbolls-EM 2020 och Fotbolls-VM 2022 i Qatar.

## Privatliv
de Jong föddes i Gorinchem och växte upp i den mindre staden Arkel och började spela fotboll vid tidig ålder. Han bär tröjnummer 21 som en hyllning till hans farfar som gick bort samma dag som han fyllde 21 år. Han träffade sin fästmö Mikky Kiemeney i högstadiet och har haft ett förhållande sedan 2014. de Jong kan utöver nederländska och engelska även tala spanska.